# Cybianthus gracillimus
Cybianthus gracillimus là một loài thực vật có hoa trong họ Anh thảo. Loài này được (Warm.) Mez mô tả khoa học đầu tiên năm 1902.